# Église Sainte-Marine (Thissío)
L'église Sainte-Marine (grec moderne : εκκλησία Αγίας Μαρίνας) est un édifice chrétien situé à Athènes, dans la périphérie de l'Attique, en Grèce.

## Emplacement
L'édifice est situé dans le quartier de Thissío, dans le centre-ville d'Athènes, à proximité d'une église homonyme, de date postérieure,.

## Histoire et description
Construite au début du XIIIe siècle, cette église souterraine, dédiée à sainte Marine, est située dans une grotte creusée dans la colline des Nymphes (el) et fait partie, aujourd'hui, d'une église homonyme, de date postérieure,. Située dans la partie sud de l'édifice actuel, elle fait, désormais, fonction de baptistère,. Après une période de travaux de restauration, un certain nombre de fresques sont dégagées et, désormais, visibles, datant pour la majorité d'entre-elles de la période post-byzantine, tandis que d'autres, moins nombreuses, datent du XIIIe siècle. Depuis l'extérieur de la grotte, le dôme de l'église est visible.